# Joyce Redman
Joyce Redman (* 9. Dezember 1918 im County Mayo, Irland; † 9. Mai 2012 in Kent, Großbritannien) war eine irische Film- und Theaterschauspielerin.

## Leben
Joyce Redman und ihre drei älteren Schwestern wuchsen als Töchter eines britischen Vaters und einer irischen Mutter im irischen County Mayo auf und genossen eine Erziehung durch eine Gouvernante. Ihre Ausbildung zur Schauspielerin absolvierte Joyce Redman später an der Royal Academy of Dramatic Art. Ihr Mentor war Charles Wynne Roberts. Ihr Bühnendebüt gab Redman am 23. Dezember 1935 am Londoner Playhouse in einer Inszenierung von Alice hinter den Spiegeln. Drei Jahre später spielte sie bereits die Titelrolle in einer Inszenierung desselben Stückes, ehe sie im März 1939 als Laura in Drawing Room erstmals auf Tournee ging. Im Mai 1943 feierte sie einen großen Erfolg an der Schauspielstätte Duke of York's, als sie die Brigid in Shadow and Substance verkörperte. Zwei Monate später löste sie Pamela Brown als Titelheldin in der Londoner Inszenierung von Rose Frankens Broadway-Hit Claudia ab und ging damit von 1943 bis 1944 auf Tournee.
Mit ihrem Eintritt in die renommierte Old Vic Company unter Laurence Olivier trat sie in Repertoire-Stücken wie Henrik Ibsens Peer Gynt, William Shakespeares Richard III. oder Tschechows Onkel Wanja auf. Im Juli 1945 gastierte sie mit der Theatergruppe an der Comédie-Française, am 7. Mai 1946 feierte sie mit der Rolle der Doll Tearsheet in  Shakespeares Henry IV, Part 2 ihr Debüt am New Yorker Broadway. Zwei Jahre später gab sie in der Broadway-Premiere von Maxwell Andersons Stück Anne of the Thousand Days die Titelrolle als Anne Boleyn, gemeinsam mit Rex Harrison als Heinrich VIII.
Redman erhielt im englischen Theater eine große Auswahl an Rollen angeboten und sie war Mitglied in fast jeder wichtigen Repertoire-Gruppe. Als Film- und Fernsehschauspielerin trat sie dagegen nur gelegentlich in Erscheinung. Von 1938 bis 2001 stand die rothaarige Irin 25 Mal vor der Kamera. Trotz der wenigen Filmrollen, die sie wahrnahm, gelang es ihr, zweimal für den Oscar in der Kategorie Beste Nebendarstellerin nominiert zu werden. Ihre erste Nominierung erhielt sie 1964 für ihre Darstellung in Tom Jones – Zwischen Bett und Galgen. Zwei Jahre später, 1966, folgte die Nominierung für ihre Emilia in Laurence Oliviers Theaterverfilmung Othello. Für letzteren war sie auch für den Golden Globe Award nominiert.
Über ihr Privatleben wurde wenig bekannt. So besaß sie vor der Küste Irlands einige Jahre eine kleine Insel, die sie aber später wieder verkaufte. Ihre Nichte ist die britische Schauspielerin Amanda Redman (* 1957).

## Filmografie
- 1965: Othello